# Terezinha Rêgo
Terezinha de Jesus Almeida Silva Rêgo (São Luís, 5 de febrero de 1933 - São Luís, 3 de mayo de 2024) fue profesora e investigadora brasileña. Fue una educadora importante de la Universidad Federal de Maranhão.
Trabajó en la enseñanza de la botánica, además de realizar extensas investigaciones sobre plantas medicinales que estaban en peligro de extinción. Trabajó en el estudio de la flora amazónica existente en Maranhão, lo que le permitió trabajar en la manipulación de medicamentos utilizados en plantas de tratamiento. Este trabajo sirvió de inspiración para el lanzamiento del proyecto Farmácia Viva de Maranhão.

## Primeros años
Nacida en São Luís, el 5 de febrero de 1933, era hija de Francisca da Conceição Almeida Silva y Joaquim Pedro da Silva.
Fue estudiante de Educación Básica y Bachillerato en el Colégio Rosa Castro, donde comenzó a desarrollar el gusto por las ciencias y las plantas. Los estudios secundarios se completaron en el Liceo Maranhense.
Su familia era propietaria de una finca en el municipio de Cajapió. Su abuelo era coronel del Ejército y Secretario de Estado, y estaba muy interesado en el tratamiento a través de plantas, preguntando siempre a la gente qué tomaban para curar una enfermedad. Su abuelo fue una gran inspiración para su carrera, además de su apoyo, ya que le regaló sus primeras básculas para pesar materiales recolectados en investigaciones para preparar medicamentos.
En 1955, ingresó a la carrera de Licenciatura en Farmacia y Bioquímica (institución federal aislada que pasaría a formar parte de la Universidad Federal de Maranhão, creada en 1966), graduándose en 1957. Durante la universidad, fue profesora de Botánica en las principales escuelas. en Maranhão (Rosa Castro, Liceu Maranhense, Santa Teresa).
Durante sus estudios de pregrado, Terezinha viajó a los barrios periféricos para investigar las enfermedades más comunes y trajo plantas que ya eran conocidas y estudiadas para cierto tipo de tratamiento, considerando la dificultad de que la gente no tuviera acceso a una farmacia, ya que los medicamentos eran muy caros. . Estimado. El principio activo se extrajo de la selección de plantas para la fabricación de medicinas naturales. También existía preocupación por las personas que venían del campo y estaban acostumbradas a tratar enfermedades con hierbas y no encontraban las mismas plantas en la capital, habiéndose promovido la instalación de jardines medicinales.

## Ámbito académico
Terezinha reconoció la mayor eficacia de los medicamentos alopáticos, que daban respuestas más rápidas, pero consideró que sus efectos secundarios eran más fuertes que los de las medicinas herbarias, que podrían usarse para tratar algunas enfermedades.
En 1959 ingresó a la Universidad de São Paulo para realizar un doctorado en Botánica General, regresando en 1965 a São Luís.
La investigadora obtuvo el título de Livre-Docente en Botánica General después de tres años en la Universidad de São Paulo (USP), como becaria de la Capes, habiendo finalizado su tesis “Contribución al reconocimiento morfológico y anatómico de Tagetes minuta L”, en 1977. que defendió en la Universidad Federal de Maranhão, convirtiéndose en profesor del Departamento de Farmacia de la Universidad.
A lo largo de su carrera académica, publicó varios libros, informes y artículos, tales como: “50 tés medicinales de la flora de Maranhão” y “Fitogeografía de plantas medicinales en Maranhão”, “Estudio de la flora de la Baixada Maranhão” (1977) ; “Análisis de las características fundamentales de la Preamazónica” (1980); “Plantas medicinales de la flora de Maranhão” en cuadernos de investigación de la UFMA, 1985 y en “Acta Amazônica” (1977).
En enero de 1984 creó el herbario “Ático SEABRA” en la UFMA, donde fueron catalogadas 10.800 especies que caracterizan la flora del estado de Maranhão, con el apoyo del CNPq (Consejo Nacional de Desarrollo Científico y Tecnológico).
También se especializó en fitoterapia en la Universidad de La Habana, en Cuba, además de haberse formado en el Curso de Química Toxicológica de Emergencia, 1970; Curso de Biología, 1970; Curso de Actualización en Análisis de Medicamentos, en el “I Congreso de Farmacéuticos de Maranhão”, 1974; Curso de Sistemática Botánica, 1976; Curso de Anatomía Vegetal, 1982, en Brasilia.
Entre sus principales obras. Hay tres medicinas a base de hierbas: Essência de Cabacinha, Jarabe de Urucum y Tintura de Assa-Peixe. Esencia de Cabacinha es el resultado de 20 años de investigación, utilizándose para tratar sinusitis, rinitis y problemas de adenoides a través de la infusión del fruto de cabacinha en alcohol. Terezinha Rego también realizó investigaciones sobre la chanana, una flor amarilla que posee una sustancia energética que puede ser utilizada para mejorar el sistema inmunológico, siendo su componente utilizado en el tratamiento del cáncer en el Hospital Aldenora Bello, en São Luís.
A partir de 2001, las universidades chinas comenzaron a mantener intercambios con la Universidad Federal de Maranhão (UFMA), utilizándose el jarabe de achiote para combatir la SARS y resultó especialmente útil durante el brote de la enfermedad en 2003. Buena parte del achiote de Brasil la producción se exporta a China y se convierte en almíbar. Teresinha fue homenajeada por la Cámara de Industria y Comercio Brasil-China por el envío de tres medicamentos para combatir la enfermedad, además de jarabe de achiote, utilizado para tratar la neumonía, y tintura de asa-peixe, una hierba originaria de la Baixada Maranhense, para aliviar los efectos. de diabetes; y esencia de calabaza, para casos de congestión nasal.
En la década de 1990 fue elegida, en Cuba, representante de la Etnobotánica en América Latina, de 1990 a 1994.
En 1983, su trabajo fue premiado en el Congreso de Etnobotánica de Córdoba, España, por sus investigaciones con el pueblo indígena Canela, luego de pasar varios días en el pueblo a finales de los años 1970, seleccionando y clasificando 75 plantas que eran utilizadas con fines medicinales. . El trabajo fue publicado por la Sociedad Botánica Brasileña.
En 2019 se celebró una sesión especial en honor del Senado Federal al profesor para la salud de la población necesitada y la formación de nuevos farmacéuticos.
La profesora fue miembro fundador de la Academia de Ciencias de Maranhão, coordinó el Centro de Biotecnología de Maranhão (MAR-BIO) y proyectos de fitoterapia en comunidades necesitadas de Maranhão a través del programa estatal Farmácia Viva, que cuenta con 32 jardines implementados en agencias estatales, instituciones de enseñanza , escuelas, comunidades quilombolas y terreiros.

## Fallecimiento
Teresinha falleció el 3 de mayo de 2024 a los 91 años, en San Lúis por insuficiencia respiratoria tras contraer neumonía. Había estado ingresada en estado grave en un hospital privado de la capital durante una semana después de caerse y golpearse la cabeza.
La docente estuvo casada durante más de 56 años con el cirujano dentista de Piauí Artur Nunes do Rêgo, con quien tuvo dos hijas, Tânia Maria Silva Rêgo, docente y doctoranda en música, y Telma Maria Silva Rêgo, profesora de filosofía.